# Pleurodonte dentiens
Hélice polydonte
Espèce
Statut de conservation UICN

NE : Non évalué
Pleurodonte dentiens, l’Hélice polydonte, est une espèce de gastéropode tropical terrestre de la famille des Pleurodontidae. Cette espèce est présente dans quelques îles des Petites Antilles.

## Description
L'Hélice polydonte présente une coquille semi-globuleuse, brun rouge sombre, brillante, à spire plus ou moins élevée, arrondie, obtuse et tour apical aplati. La suture se marque au dernier tour. Ces derniers sont au nombre de 5, légèrement convexe, s’élargissant très progressivement. Les tours sont arrondis à leur périphérie. Le dernier demi-tour présente une gibbosité oblique proéminente précédent la constriction préalables à l’ouverture. Cette dernière est subhorizontale, petite, à bordures supérieures et inférieurs parallèles, et péristome brun pourpre, épais et convexe. La bordure inférieure de l’ouverture porte deux denticules peu individualisées.
Les dimensions sont comprises entre 18 et 23 mm de diamètre pour 10 à 14 mm de hauteur.

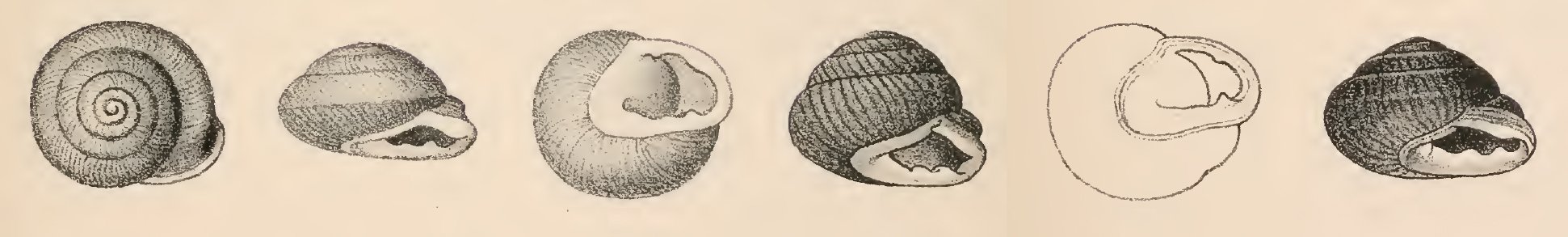
Dessins de spécimens de P. dentiens (Pilsbry 1889, planche 28, fig. 10-15).

Une description du corps mou de l’animal est donnée par Mazé : « l’animal est d'un gris bleuâtre uniforme, y compris les tentacules. La partie supérieure du manteau est traversée, en son milieu, par une bande étroite d'un blanc transparent. »

## Distribution
Pleurodonte dentiens est une espèce des Petites Antilles, rencontrée dans un nombre limité d’îles :
- Guadeloupe[2],[3],[4],
- Dominique[5],[6],
- Martinique[7].

L'espèce est mentionnée historiquement en Guyane et la Barbade, ces mentions étant aujourd'hui considérées comme erronées du fait de confusions taxonomiques.

## Écologie
Pleurodonte dentiens est une espèce forestière de litière qui se rencontre essentiellement dans la forêt humide,.
L'espèce semble tolérer des modifications de son environnement, comme l’illustre sa présence dans les milieux secondaires et agricoles de la Dominique. Elle était, de la même façon, signalée des jardins et des faubourgs de Pointe-à-Pitre, en Grande-Terre, en seconde partie du XIXe s., d’où elle a toutefois disparue aujourd’hui.